# John Carter (E.R. - Medici in prima linea)
John Truman Carter III è un personaggio della serie televisiva E.R. - Medici in prima linea, interpretato da Noah Wyle. Chiamato semplicemente "Carter" dalla maggior parte dei colleghi, è stato introdotto nell'episodio Pilota, ed è stato l'unico personaggio del cast originario a rimanere nella serie per undici stagioni consecutive. Noah Wyle decise di lasciare la serie come personaggio regolare alla fine dell'undicesima stagione, a dispetto delle offerte ricevute. Nella serie il personaggio di Carter esce di scena trasferendosi in Africa per sposare la compagna, Makemba Likasu. Dopo la sua uscita di scena, Wyle è ritornato come guest star in quattro episodi della dodicesima stagione e in cinque della quindicesima e ultima stagione.

## Storia del personaggio
Caratteristiche note del dottor Carter sono l'eleganza delle maniere, una certa timidezza di fondo e il desiderio di nascondere la ricchezza della sua importante famiglia, che a volte entra nelle discussioni del personaggio.
Carter arriva al County General come studente di medicina al terzo anno. La sua carriera ha avuto un inizio difficile, il suo primo giorno di lavoro al pronto soccorso si sente male dopo aver visto un paziente gravemente ferito, ma viene subito rassicurato dal dottor Greene sul fatto che ci farà ben presto l'abitudine. Carter si distingue subito avendo un approccio dedicato e compassionevole con i suoi pazienti. Inizialmente interessato alla chirurgia, passò alla medicina d'urgenza all'inizio della quarta stagione, con grande disappunto iniziale del suo insegnante, il dottor Benton.
Durante la sesta stagione, lui e la sua studentessa Lucy Knight vengono accoltellati da Paul Sobriki, paziente affetto da schizofrenia. Lucy ci rimette la vita mentre Carter riesce a sopravvivere subendo un danno permanente ai reni. Carter si riterrà responsabile della morte di Lucy e, dati i suoi sensi di colpa, inizia ad assumere fentanyl. Viene scoperto da Abby Lockhart, che informa subito il dottor Greene. I suoi colleghi tentano di aiutarlo ad ammettere la sua dipendenza, ma lui inizialmente non cede. Sarà il dottor Benton a convincerlo a ricoverarsi in una clinica di disintossicazione ad Atlanta. Il suo percorso di disintossicazione dura fino all'inizio della settima stagione, quando esce dalla clinica e torna al lavoro al pronto soccorso.
Alla fine dell'ottava stagione, dopo la morte del dottor Greene, diventa responsabile del pronto soccorso e se la deve vedere con una quarantena di due settimane a causa di un bambino affetto da vaiolo. Durante la nona stagione ha a che fare con le condizioni di salute di sua nonna Millicent, che si aggravano sempre di più fino alla morte di lei, che lascerà Carter nello sconforto poiché le era molto legato. Nel frattempo, inizia una relazione con Abby, che dura fino all'inizio della decima stagione. Il loro rapporto avrà alti e bassi anche a causa del fatto che Carter decide di partire per il Congo insieme al dottor Kovac, per offrire aiuto medico alla popolazione. Lì conosce Makemba Likasu, con cui inizia una relazione nella decima stagione. Kem rimane incinta e decide di trasferirsi a Chicago e andare a vivere insieme a Carter ma la gravidanza finisce tragicamente con un aborto spontaneo. Dopo ciò, Kem e Carter si lasciano e lei torna in Africa.
Nell'undicesima stagione, durante il suo ultimo anno di lavoro al pronto soccorso, Carter finanzia, grazie alla sua fondazione, la costruzione di una clinica che ha lo scopo di accogliere e curare pazienti sieropositivi che chiamerà come avrebbe voluto chiamare suo figlio: "Joshua Makalo Carter Center". Dopo aver incontrato Kem a Parigi, decide di lasciare definitivamente Chicago e andare a vivere in Africa. Ricompare nella dodicesima stagione, dove lo si vede prestare servizio medico in Darfur.
Carter ritorna a lavorare al pronto soccorso nella quindicesima stagione, venendo assunto dalla dottoressa Banfield. È costretto alla dialisi a causa dei problemi ai reni e così viene messo in lista per un trapianto e ricoverato al Northwestern Hospital, dove reincontra il dottor Benton. Nel finale di serie, insieme ai colleghi storici e alle nuove leve, inaugura la clinica "Joshua Makalo Carter Center" e, alla fine dell'episodio, lo si vede assistere alla prima emergenza (ultima della serie) della figlia del dottor Greene, Rachel, che ha seguito le orme del padre diventando medico.